# ミゲル・エレーラ
ミゲル・エルネスト・エレーラ・アギーレ（Miguel Ernesto Herrera Aguirre, 1968年3月18日 - ）は、メキシコ・イダルゴ州クアウテペク・デ・イノホサ出身の元同国代表サッカー選手、現サッカー指導者。現役時代のポジションはディフェンダー。愛称はその身長からピオホ（Piojo、シラミの意）。
選手としては、1980年代から1990年代にかけて4度に渡ってCFアトランテに在籍したほか、トロス・ネサ、サントス・ラグナ、ケレタロFCに所属した。1993年から1994年にはメキシコ代表に選出され、コパ・アメリカ1993に出場して準優勝した。指導者としては、2002年と2010年にアトランテを指揮し、CFモンテレイではリギージャ決勝に2度進出した。ティブロネス・ロホス・デ・ベラクルスとエストゥディアンテス・テコス(UAG)でも監督を務め、2011年から率いるクルブ・アメリカではクラウスーラ2013を制した。2013年から2015年まではメキシコ代表監督を務めた。

## 選手経歴
イダルゴ州クアウテペク・デ・イノホサに生まれ、1986年にCFアトランテからデビューした。1988年にサントス・ラグナに移籍し、30試合に出場して4得点を挙げた。1989年にはアトランテに戻ったが、1990年にはケレタロFCに移籍した。1993年にメキシコ代表デビューし、同年にエクアドルで開催されたコパ・アメリカ1993に出場。メキシコは決勝に進出したが、アルゼンチン代表に1-2で敗れて準優勝に終わった。
1991年には再びアトランテに戻って1995年までプレーし、125試合に出場して9得点を挙げた。1995年にはトロス・ネサに売却され、攻撃的なスタイルを貫いたエンリケ・メサ監督のチームは注目を集めた。ベラーノ1997のリギージャではUNAMプーマスとクルブ・ネカクサを破り、クラブ史上初めて決勝に進出したが、チーバス・グアダラハラに2試合合計2-7で敗れている。
1999年にはアトランテへの帰還を果たし、2000年に現役引退した。選手としてはリーグ戦380試合に出場しているが、このうちの211試合は4度在籍したアトランテ時代に出場した。メキシコ代表としては14試合に出場している。

## 指導者経歴
現役引退から2年後の2002年、選手時代の古巣CFアトランテの監督に就任した。2年間監督を務め、2004年に辞任した。同年にCFモンテレイの監督に就任すると、アペルトゥーラ2004のレギュラーシーズンでは21得点を挙げたギジェルモ・フランコが得点王に輝き、クラブは6位でリギージャに進出。リギージャ準々決勝ではCFパチューカに2試合合計3-2で勝利し、古巣アトランテと対戦した準決勝では、2試合合計7-3で勝利して決勝進出を決めた。決勝ではUNAMプーマスと対戦し、2試合合計1-3で敗れて準優勝に終わった。クラウスーラ2005ではレギュラーシーズン7位だったが、リギージャ準々決勝でクルス・アスルに敗れた。アペルトゥーラ2005ではレギュラーシーズン2位でリギージャに進出し、リギージャ準々決勝ではエストゥディアンテス・テコスを、準決勝ではUANLティグレスを破った。再びリギージャ決勝に進出したが、デポルティーボ・トルーカFCに2試合合計3-6で敗れた。クラウスーラ2006ではレギュラーシーズン16位に沈み、4シーズン目の指揮で初めてリギージャ進出を逃した。アペルトゥーラ2006では5位でリギージャに出場したが、初戦の準々決勝でトルーカに敗れた。クラウスーラ2007では15位、アペルトゥーラ2007では17位となり、2シーズン続けてリギージャ出場を逃したことから、2007年9月の契約満了とともに退任した。
クラウスーラ2008の期間中、アントニオ・モハメド監督が辞任したティブロネス・ロホス・デ・ベラクルスの監督に就任。2008年3月29日にホームで行なわれたクルブ・アメリカ戦には4-0で快勝した。就任前からリーガ・デ・アセンソ（2部）降格が決定的であり、3シーズンの獲得勝ち点率最下位でアセンソ降格が決定した。ベラクルスを去ってすぐのアペルトゥーラ2008期間中、解任されたホセ・ルイス・トレホ監督の後任としてエストゥディアンテス・テコス(UAG)の監督に就任。アペルトゥーラ2008では就任時を上回る7位となったが、リギージャでは準々決勝でトルーカに敗れた。2009年のインテルリーガ（コパ・リベルタドーレスのメキシコ国内予選）ではグループリーグ最下位に終わった。クラウスーラ2009では6位でリギージャに進出したが、準々決勝でUNAMに敗れた。アペルトゥーラ2009では12位、ビセンテナリオ2010では14位でいずれもリギージャ出場を逃し、2010年9月に解任された。
2010年11月、2002年以来となる古巣アトランテの監督就任が発表された。クラウスーラ2011のレギュラーシーズンは4位となったが、リギージャ準々決勝でクルス・アスルに敗れた。アペルトゥーラ2011では14位でリギージャ進出を逃し、クルブ・アメリカからの興味が噂されていたエレーラはアトランテとの契約を延長しなかった。
2011年11月16日、クルブ・アメリカの監督に就任した。記者会見では6ヶ月の契約であることを明らかにし、「6ヶ月で結果を残せなければ、私は去る」と述べた。1月7日のケレタロFC戦(2-0)が就任後初の公式戦勝利となり、クラウスーラ2012のレギュラーシーズンは3位で終えた。リギージャでは準々決勝に勝利したが、準決勝でモンテレイに2試合合計0-2で敗れた。5月14日、好結果を残したエレーラはクラブとの契約を延長した。アペルトゥーラ2012では4位でリギージャに進出し、リギージャでは準決勝でトルーカに敗れた。クラウスーラ2013ではクリスティアン・ベニテスが17得点を挙げて得点王に輝き、レギュラーシーズン2位でリギージャに進出。リギージャでは準々決勝でUNAMプーマス、準決勝でモンテレイを破り、決勝はクルス・アスルと対戦したが、ファーストレグを0-1で落とした。セカンドレグでは序盤に退場者を出し、残りの105分間を10人で戦うことになったが、2-1で勝利して2試合合計2-2とした。PK戦を4-2で制して劇的な優勝を決め、指揮官として自身3度目の決勝にして初のプリメーラ・ディビシオン優勝を果たした。3シーズン連続でレギュラーシーズンを4位以内で終え、リギージャでも準決勝以上に駒を進めている。2013年10月18日、アメリカの監督と兼任でメキシコ代表監督に就任することが発表された。2015 CONCACAFゴールドカップでチームを優勝へ導いたが、空港で記者に暴行したとして戴冠の翌日に解任された。
2021年5月20日、UANLティグレスの指揮官として招聘されることが発表された。

## 代表歴

### 試合数
- 国際Aマッチ 14試合 0得点（1993年-1994年）[23]

| メキシコ代表 | 国際Aマッチ | 国際Aマッチ |
| 年           | 出場        | 得点        |
| ------------ | ----------- | ----------- |
| 1993         | 11          | 0           |
| 1994         | 3           | 0           |
| 通算         | 14          | 0           |

## タイトル
選手時代
アトランテ
- プリメーラ・ディビシオン : 1992-93

指導者時代
クルブ・アメリカ
- リーガMX : クラウスーラ2013, クラウスーラ2018
- コパMX : クラウスーラ2019
- カンペオン・デ・カンペオーネス : 2019

メキシコ代表
- CONCACAFゴールドカップ : 2015

個人
- プリメーラ・ディビシオン最優秀監督 : アペルトゥーラ2002